# Акома пуебло
Акома  - індіанське поселення (пуебло) приблизно 97 км на захід від Альбукерке, штат Нью-Мексико, США. Поселення Акома-Пуебло складають чотири громади: Скай-Сіті (Стара Акома), Акоміта, Анзак та Маккартіс. Ці громади розташовані поблизу великої метрополії Альбукерке, яка включає кілька великих міст, серед яких сусідня Лагуна Пуебло. Плем'я Акома Пуебло - це федерально визнане племінне утворення,  чия історична земля Акома Пуебло налічувала приблизно 5 000 000 акрів (2 000 000 га), сьогодні більша частина спільноти Акоми в основному знаходиться в індійському заповіднику Акома.  Акома Пуебло - національна історична пам'ятка.
Згідно з переписом населення 2010 року, 4989 людей визначилися як акома.  Вважається, що народ Акоми постійно займали цю територію понад 2000 років . Тому пуебло вважають однією з найстаріших постійно заселених спільнот у США (поряд з Таосом та Хопі пуебло).  За переказами акомів, вони проживають у селі більше двох тисяч років. 

## Імена
Назва Акома була запозичена з іспанської Ácoma (1583) або Acóma (1598). Іспанська назва була запозичена з мови керіс ʔáák'u̓u̓m̓é, що означає `` людина з Акома пуебло''. Сама ʔáák'u̓u̓m̓é походить від ʔáák'u (однина, множина: ʔaak'u̓u̓m̓e̓e̓ʈʂʰa). Це ім'я не має жодного значення в сучасній мові керіс. Деякі племінні авторитети пов'язують це з подібним словом háák'u "готовність, місце готовності". Назва не перекладається як сучасна назва "місто неба" (Скай-Сіті).  Інші старійшини стверджують, що це означає "місце, яке завжди було", тоді як сторонні кажуть, що це означає "люди білої скелі". 
Пуебло - це іспанське слово для "села" або "маленького містечка" та "людей". Загалом воно застосовується як до народів, так і до унікальної архітектури південно-західних корінних племен. 

## Історія

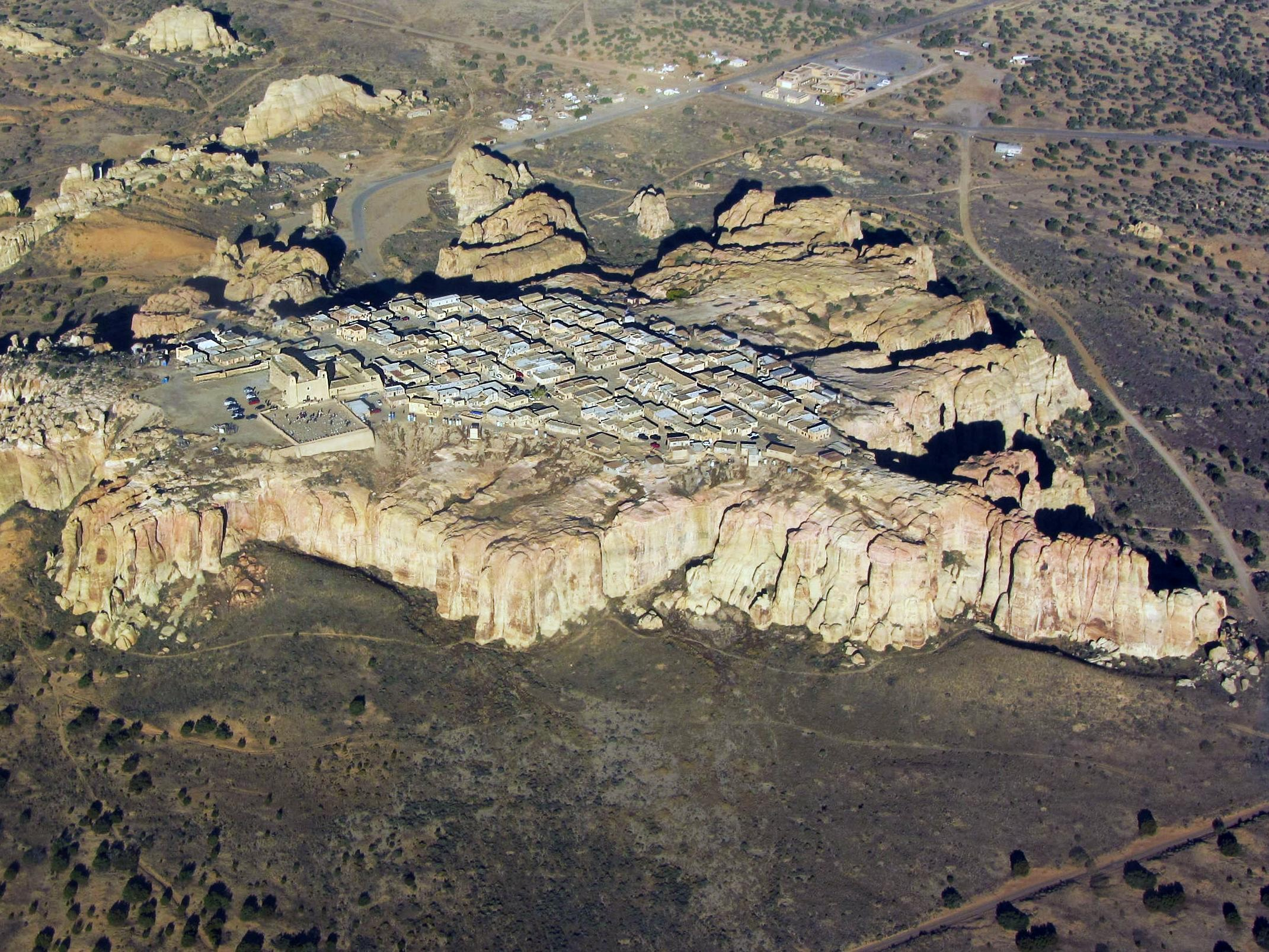
Вид з висоти пташиного польоту на Скай-сіті

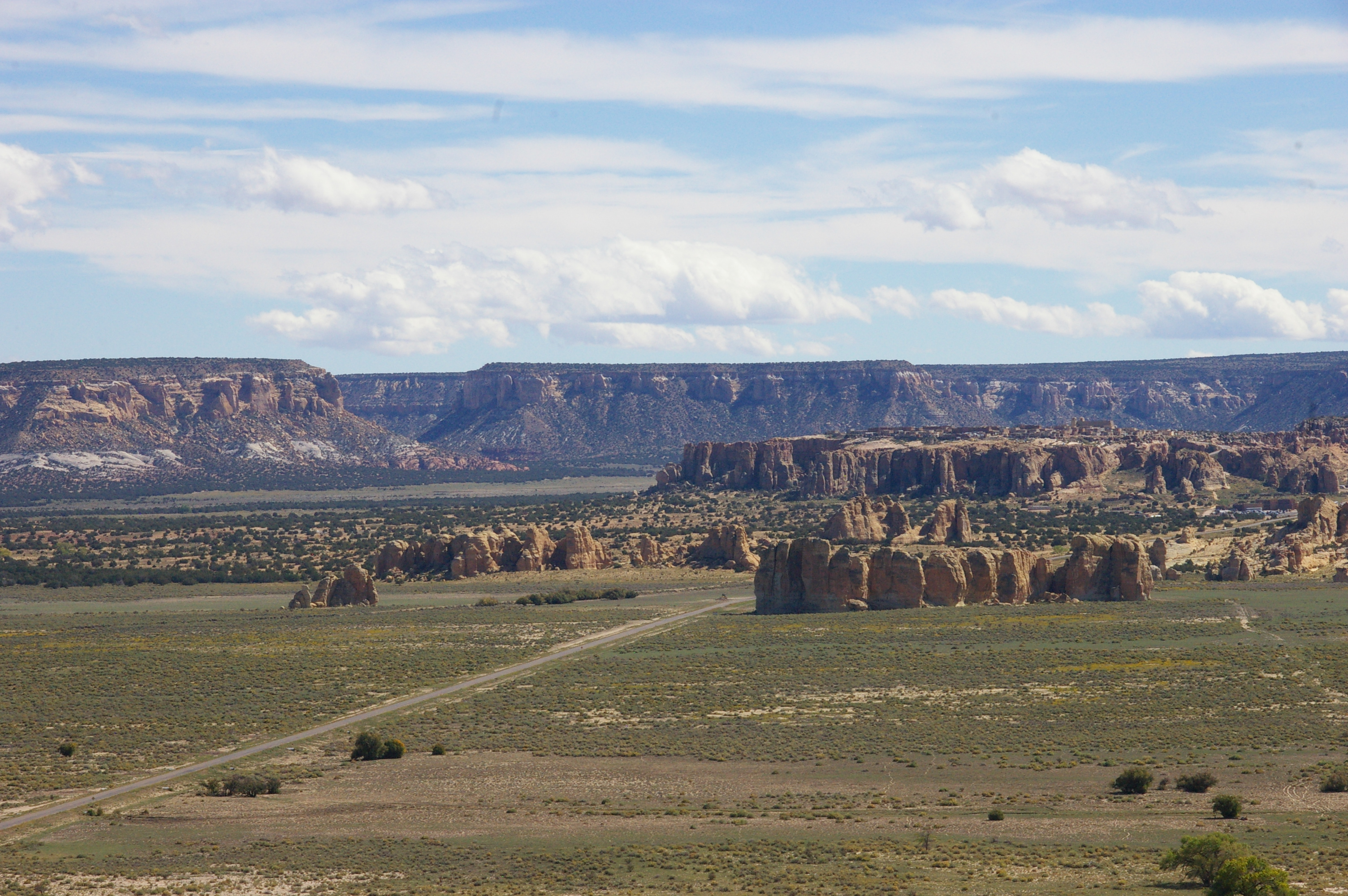
Вид з північного заходу

### Витоки та передісторія
Вважається, що люди пуебло походили від предків Анасазі, моголлонів та інших древніх народів. Ці впливи помітні в архітектурі, стилі землеробства та мистецтві. 
Пуебло розташований на 111 метровій столовій горі, близько 97 км на захід від Альбукерке, штат Нью-Мексико. Ізоляція та розташування Пуебло дозволяла уникнути конфлікту з сусідніми народами навахо та апачами. 

### Контакт з європейцями
Перша згадка про Акому була зроблена в 1539 році. Раб Естеваніко був першим неіндіанцем, який відвідав Акому і повідомив про це Маркоса де Ніза, який передав інформацію віце-королю Нової Іспанії після закінчення експедиції. Акому називали незалежним Королівством Хакус. Він назвав людей Акоми енкаконадосами, що означало, що у них бірюза звисала з вух і носа.  
Лейтенант  Ернандо де Альварадо з експедиції конкістадора Франциско Васкеса де Коронадо, описав Пуебло (який вони називали Акуко) в 1540 році як "дуже дивне місце, побудоване на твердій скелі" і "одне з найміцніших місць, які ми бачили". Відвідавши Пуебло, експедиція "покаялась, піднявшись на місце". Далі з доповіді Альварадо: Ці люди були розбійниками, яких боялася вся країна навколо. Поселення було дуже міцним, бо воно було на недосяжній скелі, з крутими боками в будь-який бік ... Був лише один під’їзд, побудований вручну ... Широкі сходи складали близько 200 сходів, потім відрізок приблизно на 100 вужчих сходинок, і на вершині їм довелося дерлися приблизно втричі вище, ніж людина, за допомогою отворів у скелі, в які вони вставляли ноги, одночасно тримаючись руками. На вершині була стіна з великих та малих каменів, яку вони могли скотити вниз, не показуючи себе, так що жодна армія не могла бути настільки сильною, щоб захопити село. Зверху у них було місце для посіву та зберігання великої кількості кукурудзи та цистерни для збору снігу та води.
Вважається, що експедиція Коронадо були першими європейцями, що зіткнулися з Акомою.  Перший контактер Естеван був корінним марокканцем. Альварадо повідомив, що спочатку "Акома" відмовилася приймати гостей, але після того, як Альварадо пригрозив напасти, охоронці "Акоми" мирно прийняли іспанців, зазначивши, що вони та їхні коні втомилися. Конкістадори повідомляють, що в Акомі був одяг з оленячої шкіри, буйволової шкіри та тканої бавовни, а також бірюзові прикраси, домашні індички, хліб, кедрові горіхи та кукурудза. Орієнтовно, в селі мешкало близько 200 чоловік.
Наступний раз Акому відвідали іспанці через 40 років у 1581 р. Фрай Агустін Родрігес та Франциско Санчес Чамускадо з 12 солдатами, 3 монахами та 13 іншими людьми, включаючи індійських слуг. Повідомлялося, що в цей час Акома була захищеною та страшною. Така реакція могла бути пов’язана через інформацію про поневолення інших індіанців, що мали працювати на срібних копальнях у цьому районі. Однак врешті-решт партія Родрігеса та Чамускадо переконала їх обміняти товари на їжу. Звіти іспанців говорять, що в пуебло було близько 500 будинків висотою три-чотири поверхи.
У 1582 році Акому знову відвідував Антоніо де Еспехо протягом трьох місяців. Повідомлялося, що Акома носить манти. Еспехо також відзначив зрошення в Акоміті, сільському господарстві в північній долині біля річки Сан-Хосе, яка знаходилася в двох лігах від гори. Він побачив докази міжплемінної торгівлі з "гірським Керехосом". Перекази Акоми не підтверджують цю торгівлю, а лише розповідають про комунікацію через посильних з Акомітою, Маккартіс-Вілледжем та Сімою.    
Хуан де Оньяте мав намір колонізувати Нью-Мексико, починаючи з 1595 року. Він офіційно тримав цю територію до квітня 1598 р.  Воїн Акоми Зутакапан почув про цей план, попередив поселення і організував оборону. Однак старійшина пуебло Чумпо відвернув війну щоб уникнути бійні, та частково через згадувану Зутанкальпо (сина Зутакапана) легенду про те, що іспанці були безсмертними. Таким чином, коли Оньяте прибув 27 жовтня 1598 р., Акома зустріла його мирно, не чинячи опору вимозі Оньяте здатися і підкоритися. Оньяте продемонстрував свою військову міць, вистріливши салют з гармати. Зутакапан запропонував офіційно зустрітися з Оньяте у релігійній ківі, яка традиційно використовується як місце для складання священних клятв та обіцянок. Однак Оньяте злякався смерті, і через незнання традицій Акоми відмовився входити по сходах з даху в темні камери ківи.  
Гаспар Перес де Віллагра відвідав Акому незабаром після від'їзду Оньяте сам із собакою та конем та попросив запасів. Віллагра відмовився зійти з коня і продовжив слідувати за групою Оньяте. Однак Зутакапан переконав його повернутися, щоб отримати запаси. Зутакапану Віллагра заявив, що за два дні від Акоми знаходились 103 озброєні чоловіки. Потім Зутакапан сказав Вільягре залишити Акому.  
1 грудня 1598 р. Хуан де Залдівар, племінник Оньяте, дістався до Акоми з 20–30 чоловіками і мирно торгував з ними, проте йому довелося чекати кілька днів на мелену кукурудзи. 4 грудня Залдівар вирушив із 16 озброєними чоловіками до Акоми, щоб дізнатись про кукурудзу. Зутакапан зустрів їх і направив до будинків з кукурудзою. Потім люди Залдівара розділились на групи для збору кукурудзи. Традиційний усний переказ акома розповідає, що група напала на місцевих жінок,що змусило воїнів акома до помсти. Іспанські документи не повідомляють про напад на жінок і говорять, що поділ чоловіків був реакцією на план Зутакапана вбити партію Залдівара. Акома вбила 12 іспанців, включаючи Залдівара. П'ятеро людей врятувались, хоча один загинув вистрибнувши з цитаделі. 
20 грудня 1598 р. Оньяте дізнався про смерть Залдівара і, підбадьорившись порадами монахів, запланував напад щоб помститися, а також показати урок для інших пуебло. Акома запросив допомоги у інших племен для захисту від іспанців. Серед лідерів були Гікомбо, Попемполь, Чумпо, Кальпо, Бузкойко, Езмікайо та Бемпол (завербований лідер війни апачів). 21 січня 1599 р. Вісенте де Залдівар (брат Хуана де Залдівара) дістався до Акоми із 70 солдатами. Розправа над Акомою розпочалася наступного дня і тривала три дні. 23 січня чоловіки змогли піднятися на південну гору непомітно для охоронців Акоми і пробитися в пуебло. Іспанці перетягли гармати вулицями, руйнуючи глинобитні стіни, і спалили більшу частину села, внаслідок чого загинуло 800 людей (10% з 6000 населення) і близько 500 осіб було ув'язнено. Пуебло здався опівдні 24 січня. Залдівар втратив лише одного зі своїх людей. Іспанці ампутували праві ноги чоловікам старше 25 років і забрали їх у рабство на 20 років. Вони також забрали чоловіків у віці 12–25 років та жінок старше 12 років від батьків, віддавши більшість із них у рабство на 20 років. Поневолену Акому віддавали урядовцям та різним місіям. У двох інших індійських чоловіків, які в той час відвідували Акому, були відрізані праві руки і були відправлені назад до мвоїх Пуебло як попередження про наслідки для опору іспанцям.    На північній стороні гори ряд будинків досі зберігає сліди від вогню під час цієї війни в Акомі.  Пізніше Оньяте був висланий з Нью-Мексико за погане управління, брехливі повідомлення та жорстокість Філіпом III Іспанським. 

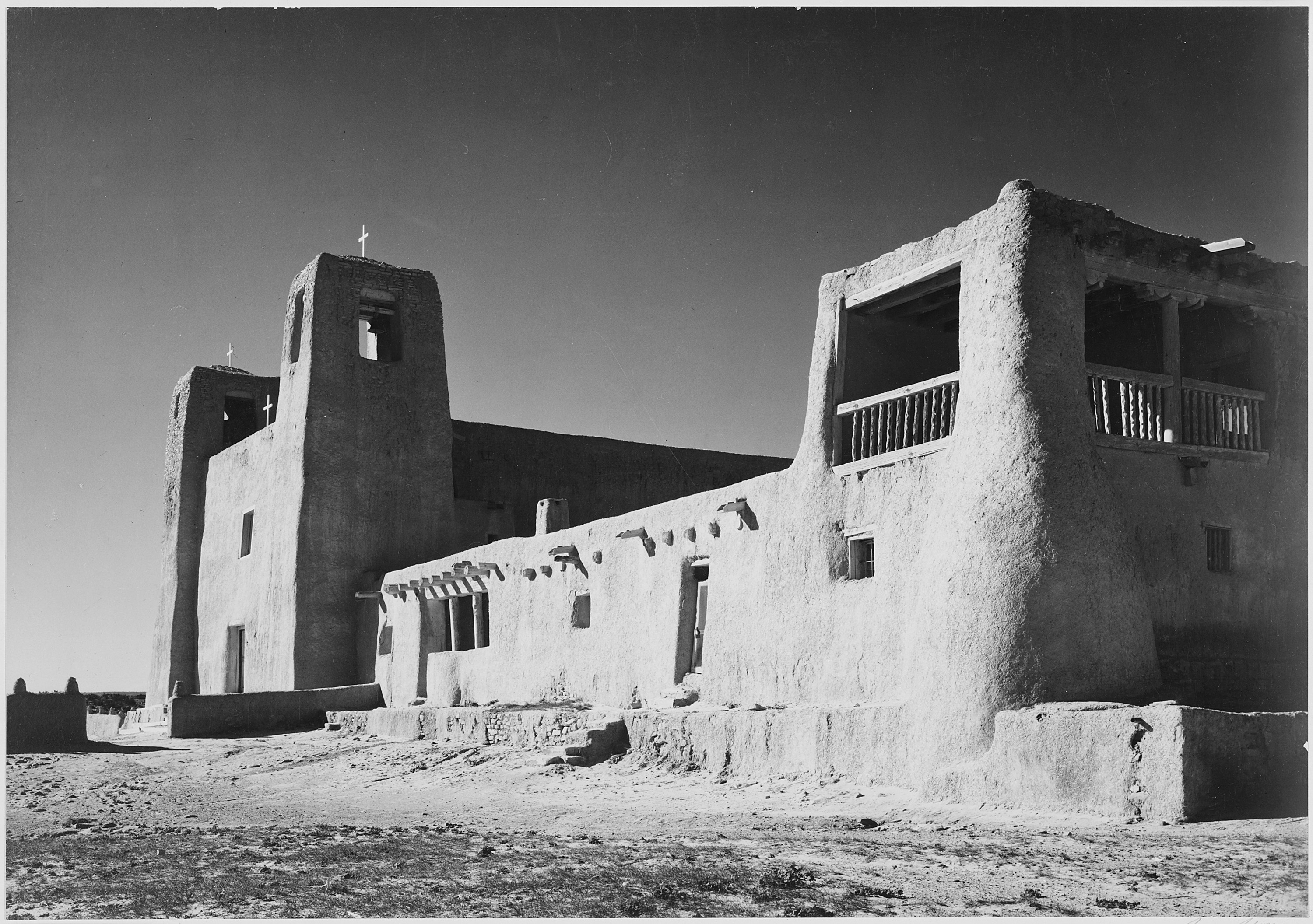
Місія Сан-Естебан-Рей була побудована приблизно в 1661 році, фотографія Анселя Адамса, близько 1941 року

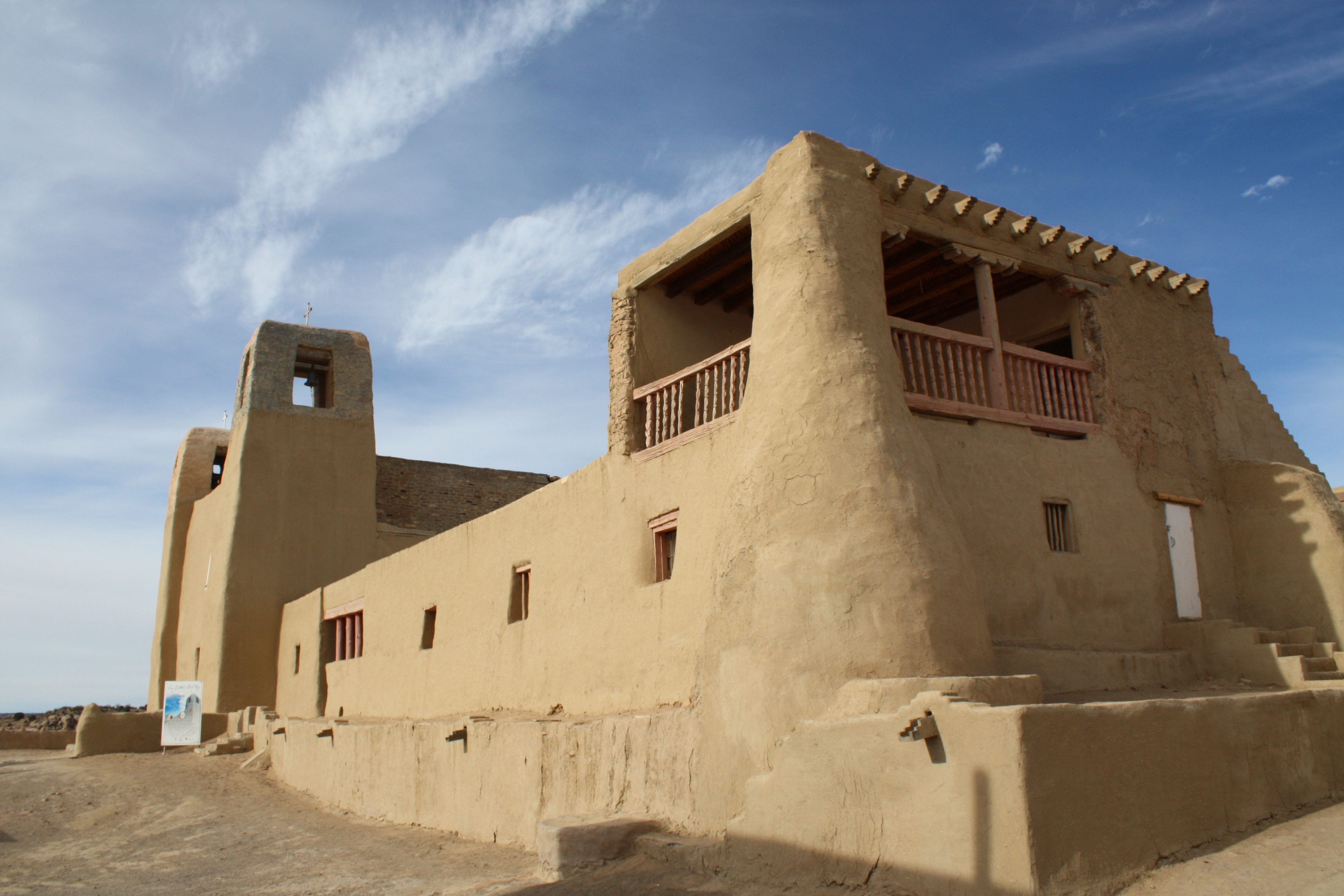
Вигляд з 2009 року на ту саму будівлю, де видно архітектурні зміни

Вцілілі після різанини Акоми відбудували свою громаду в 1599–1620 роках. Оньяте змусив Акому та інших місцевих індіанців платити податки врожаєм, бавовною та примусовими роботами. Іспанське панування також привело католицьких місіонерів у цей район. Іспанці перейменували пуебло іменами святих і почали будувати при них церкви. Вони ввели в Акома нові культури: персики, перець та пшеницю. Королівським указом 1620 року в кожному пуебло, включаючи Акому, були створені іспанські цивільні бюро, призначений губернатор для управління. У 1680 році відбулося повстання Пуебло, в якому взяла участь Акома.  Повстання привело біженців з інших пуебло. Ті, хто врешті залишив Акому, переїхали в інше місце, щоб сформувати Лагуну Пуебло. 
Акома страждала від високої смертності від епідемій віспи, оскільки вони не мали імунітету до таких євразійських інфекційних хвороб. Вони також зазнали набігів апачів, команчів та ютів. Іноді Акома виступала на боці іспанців для боротьби проти цих кочових племен. Вимушені офіційно прийняти католицизм, Акома продовжувала сповідувати свою традиційну релігію таємно та поєднувати елементи обох у синкретичну суміш. Взаємозв'язки стали звичними явищами серед Акоми, інших пуебло та іспаномовних сіл. Ці громади змішалися б у певній креолізації, щоб сформувати культуру Нью-Мексико. 

#### Місія Сан-Естебан-дель-Рей
Між 1629 і 1641 роками отець Хуан Рамірес керував будівництвом церкви Сан-Естеван-дель-Рей. Акомі було наказано побудувати церкву, перемістивши 18 000 тон із глини, соломи, пісковику та грязі до гори для церковних стін. Сосна Пондероза була завезена членами громади з гори Тейлор. Церква площею 560 кв. м. має вівтар, фланкований на 18 метрових високих дерев’яних стовпах. Він містить ручні різьблення в червоно-білих малюнках зображення християнських та корінних вірувань. Акоми знають, що руки їх предків побудували цю споруду, і вони вважають її своїм культурним надбанням.

### 19-20 століття

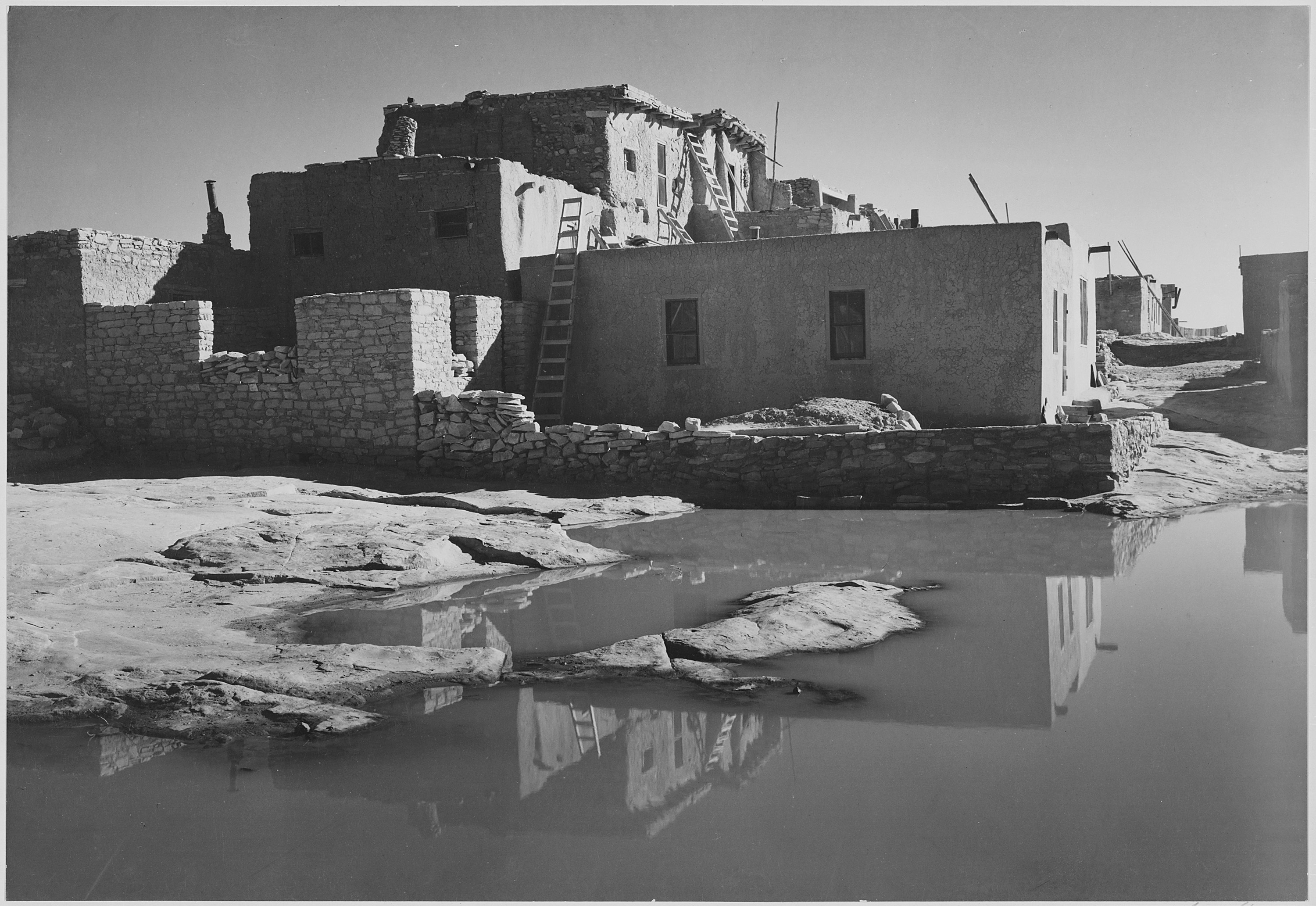
Пуебло 1933–1942 (Ансель Адамс)

Упродовж дев’ятнадцятого століття люди Акоми, намагаючись підтримувати традиційне життя, також прийняли деякі аспекти іспанської культури та релігії. До 1880-х років залізниці привели до збільшення кількості поселенців і закінчили ізоляцію пуебло.
У 1920-х роках Всеіндійська рада Пуебло зібралася вперше за понад 300 років. Щоб привласнити землі індіанців, Конгрес США прийняв закон про землі Пуебло в 1924 році.  Протестантські місіонери заснували в цьому районі школи і Бюро з питань Індіанців змусило дітей Акоми жити в інтернатах. До 1922 р. більшість дітей із громади були в інтернатах, де їх змушували користуватися англійською мовою та сповідувати християнство.  Кілька поколінь стали відрізаними від власної культури та мови, що вплинуло на їхні сім'ї та суспільство.
У 2011 році Акома та Санта-Клара-Пуебло стали жертвами сильних повенів. Нью-Мексико надав понад 1 мільйон доларів на ліквідацію наслідків надзвичайних ситуацій та відшкодування збитків жертвам, а губернатор Сусана Мартінес вимагала додаткового фінансування у Федеральному агентстві з надзвичайних ситуацій. 

## Населення

### Сьогоднішній день

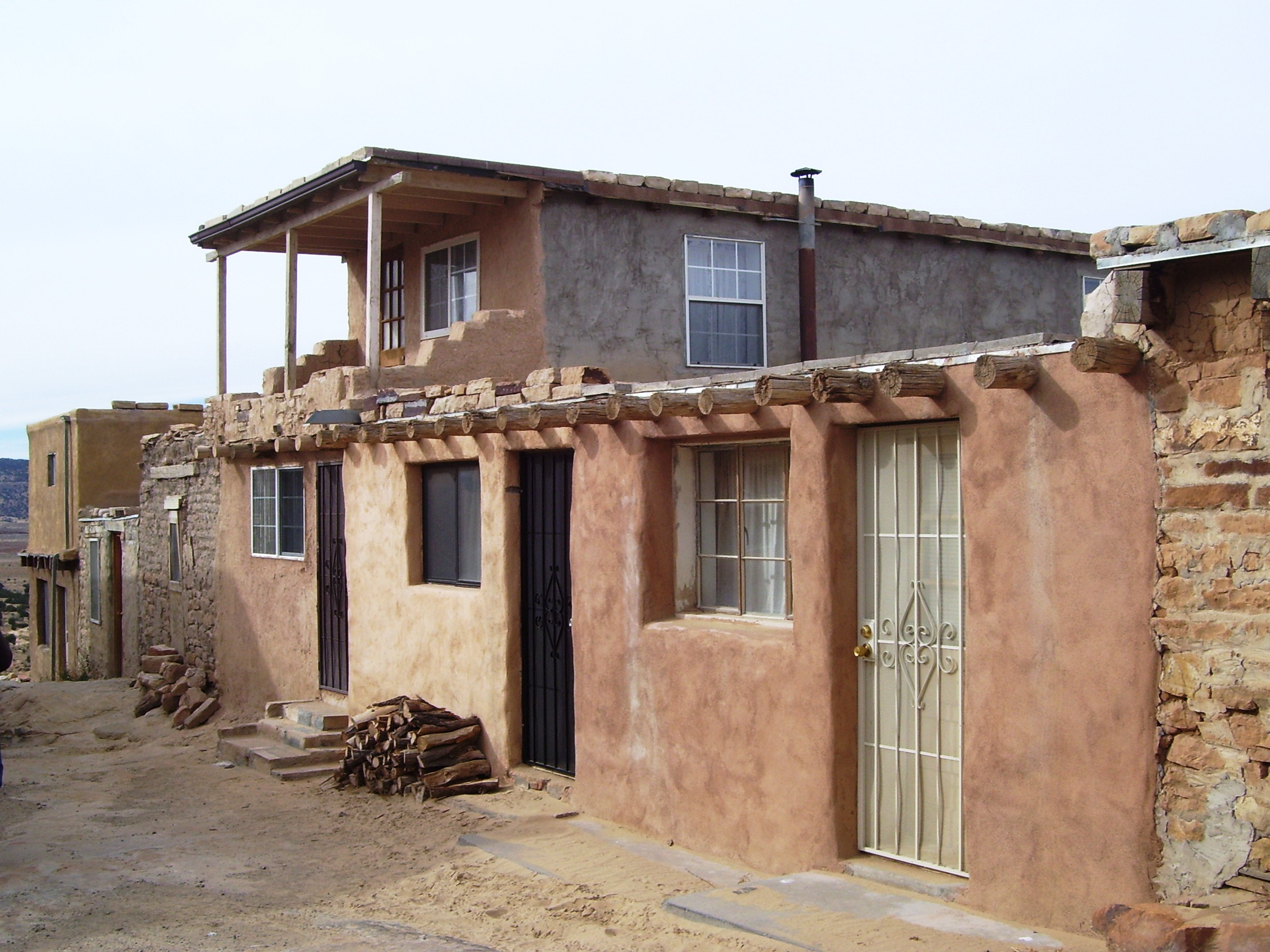
Вулиця в пуебло, 2012 рік

На сьогоднішній день близько 300 дво- та триповерхових глинобитних будівель стоять на горі, із зовнішніми сходами, що використовуються для виходу на верхні рівні, де живуть жителі. Доступ до гори здійснюється дорогою, яку побудували протягом 1950-х років. Приблизно 30  або близько того людей постійно живуть на горі, причому населення збільшується на вихідних, коли члени сім'ї приїжджають у гості. Приблизно 55 000 туристів щороку відвідують пуебло на один день.
У Акома немає електрики, водопроводу та каналізації.  Заповідник оточує гору, загальною площею 600 квадратних миль (1 600 км2). Члени племені живуть як в заповіднику, так і поза ним.  Однак сучасна культура Акоми залишається відносно закритою.  Згідно з переписом населення в США 2000 року, 4989 людей ідентифікують себе як акома. 

### Мова
Населення Акома належить до народності керіс. Вони розмовляють ізольованою мовою, якою ще говорять у 6-ти пуебло навколо Акома. 

### Уряд

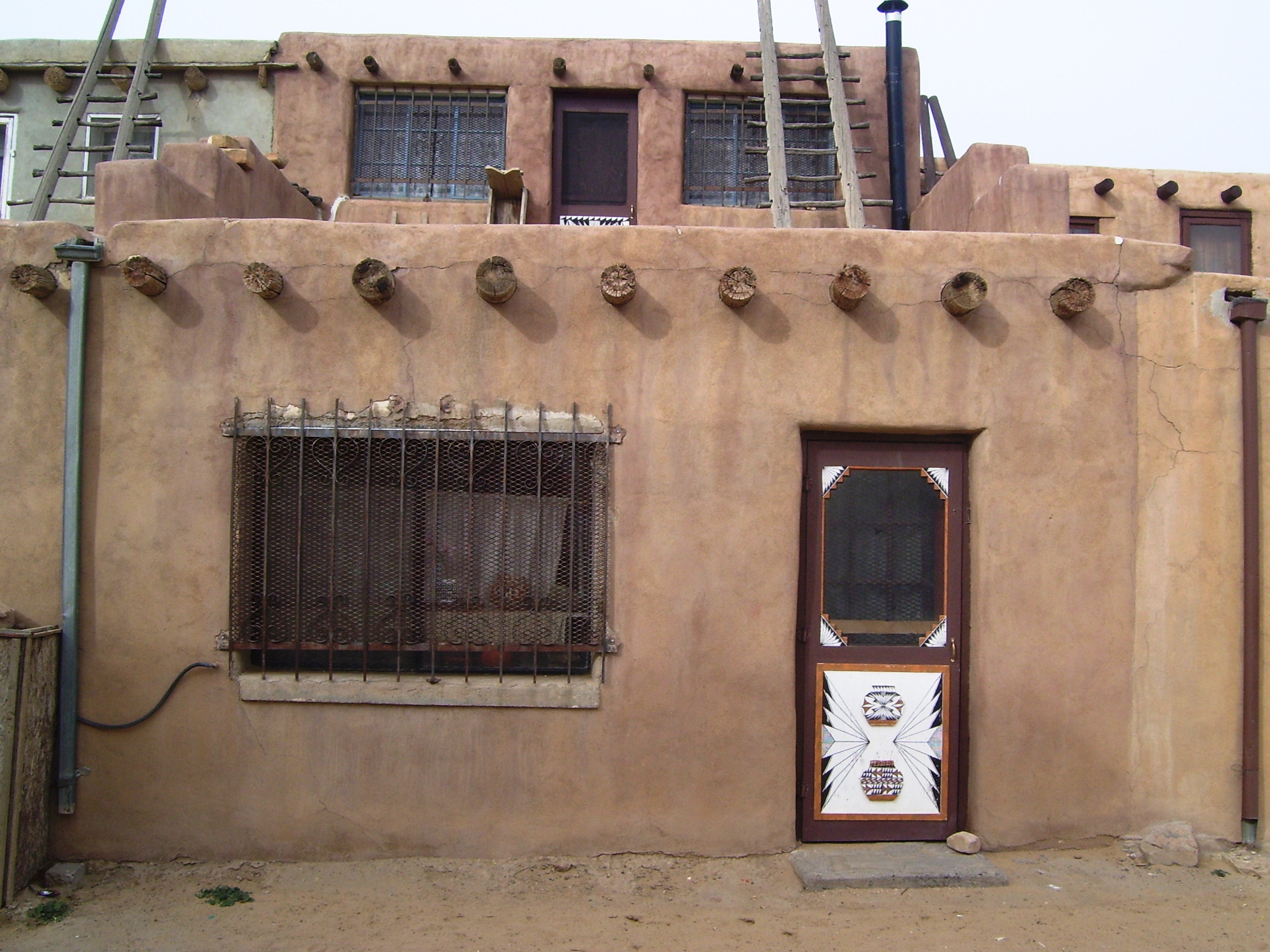
Будинок з прикрашеним дверним отвором

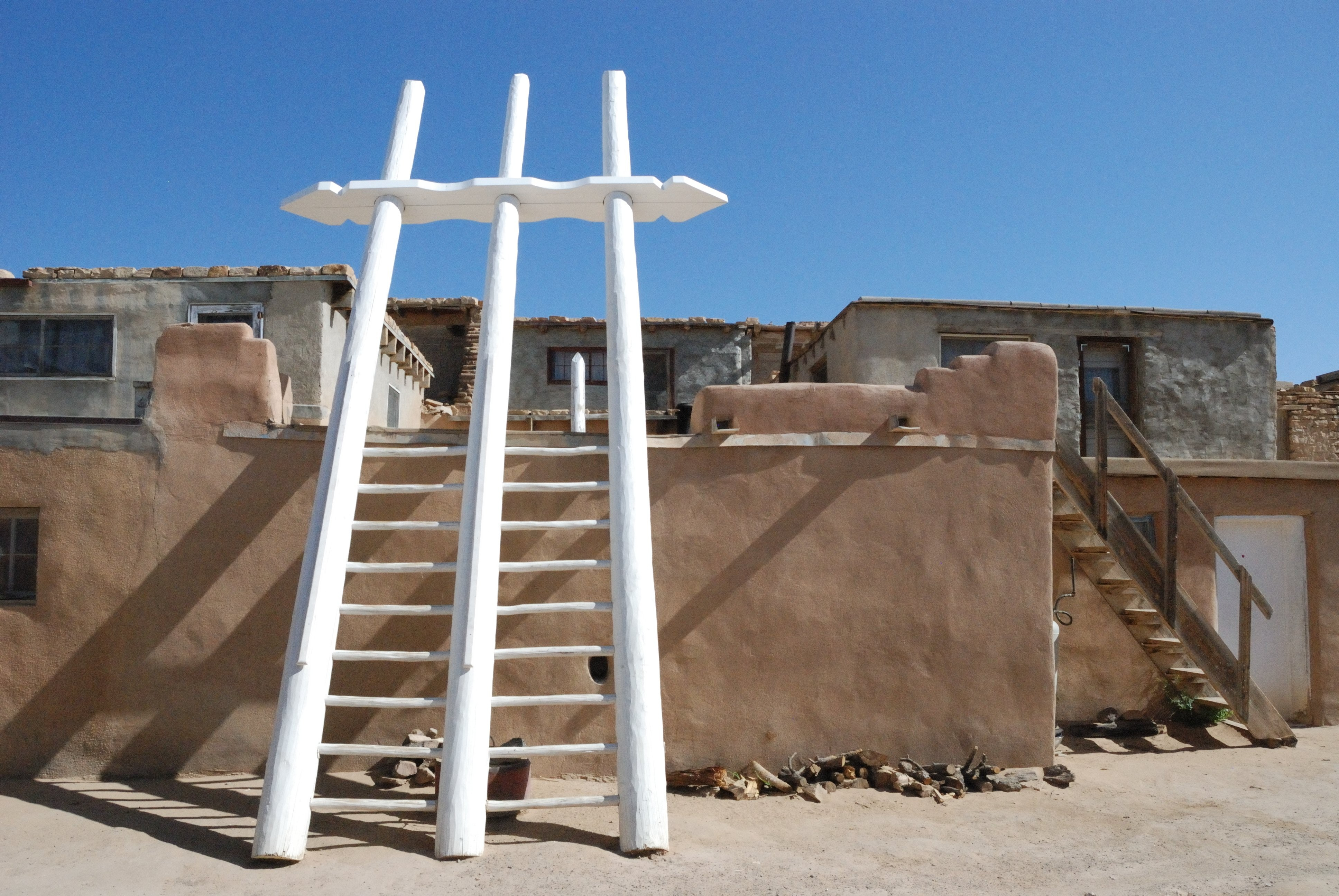
Традиційні дерев'яні драбини ведуть до другої поверхової вхідної кімнати ківи, релігійної камери

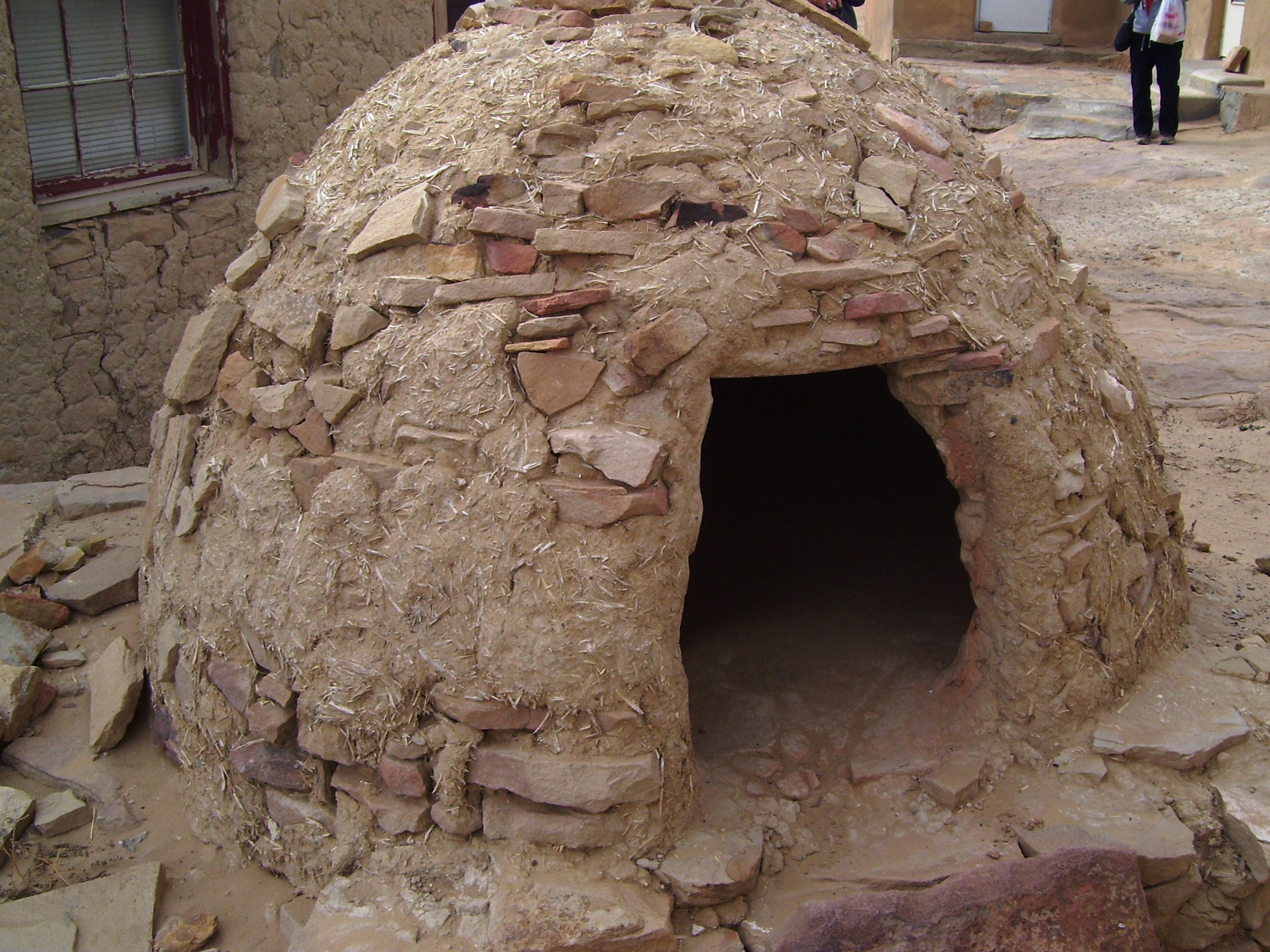
Традиційна глинобитна піч

Уряд Акоми формували дві особи: касик, або голова Пуебло, і військовий капітан. Обидві ці особи здійснювали теократичне управління Акомою. Врешті-решт іспанці нав'язали групу для нагляду за Пуебло, але їх влада не сприймалася серйозно Акомою. Іспанська група працювала із зовнішніми ситуаціями і складалася з губернатора, двох губернаторів-лейтенантів та ради. Акома також брала участь у Всеіндійській раді Пуебло, яка розпочалася в 1598 році і знову виникла у ХХ столітті. 

Сьогодні акома контролює приблизно 200 000 гектар їхніх традиційних земель. Починаючи з 1977 року, Акома збільшили свою територію за рахунок придбаних земель. Лише члени племен можуть мати землю. Влада касика все ще активна в громаді, і зараз він з клану Антилопи. Касик призначає членів ради племені, співробітників та губернатора. 

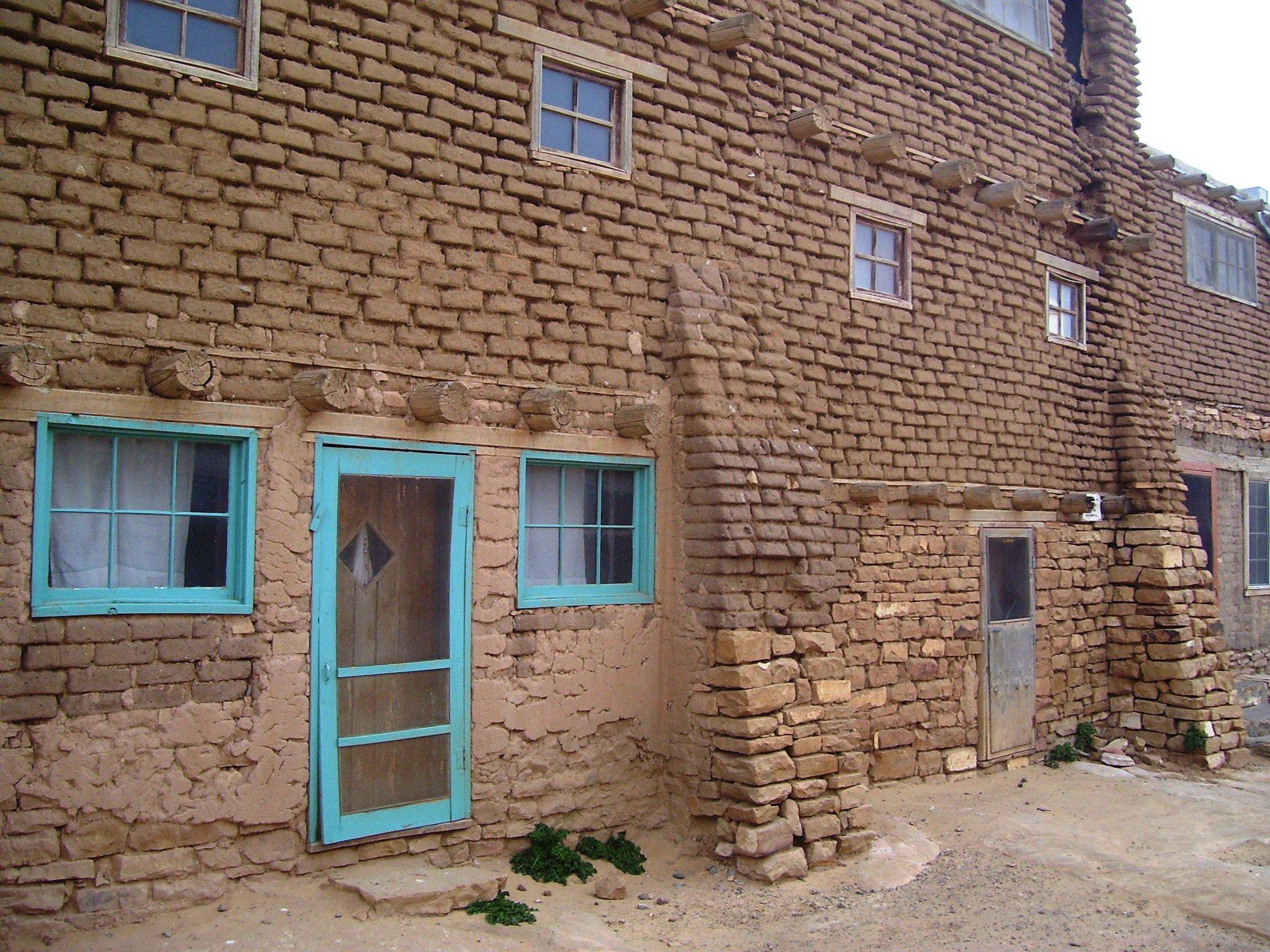
Триповерхова будівля в контрафорсі та реліквія давньої цегляної архітектури XI століття, що все ще залишається в невеликій кількості у Пуебло

### Війна та зброя
Військові дії були звичними для Акоми, як і для інших Пуебло. Зброя включала палиці, каміння, списи та дротики. Пізніше Акома буде служити допоміжним складом для військ Іспанії та Мексики для боротьби проти набігів та захисту купців на дорозі Санта-Фе. Після XIX століття рейдерські племена становили меншу загрозу, і військова культура Акоми почала занепадати. Посада капітана війни з часом зміниться на цивільну та релігійну. 

### Архітектура
Акома має три ряди триповерхових будинків, які виходять на південь на вершині гори. Будинки побудовані з глинобитної цегли з балками на даху, покритими балками, гілками, а потім штукатуркою. Дах для одного рівня служив підлогою для іншого. Кожен рівень пов’язаний між собою драбинами, слугуючи захистом; сходи - єдиний спосіб увійти в будівлі, оскільки традиційний дизайн не має вікон та дверей. Нижні рівні будівель використовувались для зберігання. Печі для запікання знаходяться за межами будівель, вода набирається з двох природних цистерн. Також у Акомі є сім прямокутних ків та сільська площа, яка служить духовним центром села. 

### Сімейне життя
Традиційне виховання дітей передбачало дуже мало дисципліни. Подружжя, як правило, були моногамними, і розлучення було рідкісним випадком: швидке поховання після смерті, за яким слідували чотири дні та ночі вігілії. Жінки одягали бавовняні сукні та босоніжки або високі мокасинові чоботи. Традиційний одяг для чоловіків включав бавовняні килти та шкіряні сандалі. Шкіру кроликів та оленів також використовували для одягу.  У XVII столітті коні були завезені в Пуебло іспанцями. Освіту контролювали старости ківи, які вчили про правила, дух і тіло, астрологію, етику, ораторське мистецтво, історію, танці та музику. 
З 1970-х років Акома зберігає контроль над освітою, яка є ключовою у підтримці традиційного способу життя. Вони ділять середню школу з Лагуною Пуебло.  
Алкоголізм, вживання наркотиків та інші проблеми, пов’язані зі здоров’ям, поширені в резервації, і лікарні Індійської служби охорони здоров’я та місцеві лікарі співпрацюють у боротьбі зі проблемами здоров’я. В пуебло алкоголь заборонений.  Громада обслуговується лікарнею Acoma-Canoncito-Laguna (ACL), якою керує Індійська служба охорони здоров'я і розташована в Акома. 
Наразі існує 19 кланів Акома. 

### Релігія
Традиційна релігія Акоми сповідує гармонію між життям і природою. Сонце є божеством Творцем. Гори, що оточують громаду, сонце вгорі та земля внизу визначають релігійний світ Акома. Традиційні релігійні обряди націлені на зміну погоди, в тому числі опадів. Акома використовує качини в ритуалах. Пуебло мав одну або кілька ків, які служили місцями для релігійних зібрань. Лідер кожного Пуебло служив релігійним лідером громади, або касиком. Касик спостерігав за сонцем, за яким визначав планування церемоній, деякі з яких тримали в таємниці. 
Багато членів племені акома є католиками, але поєднують аспекти католицизму та традиційної релігії. Багато старих ритуалів виконуються досі.  У вересні акоми вшановують свого святого покровителя, Стефана. На свято, гора відкрита для відвідувачів. Понад 2000 паломників відвідують фестиваль. Святкування розпочинається в місії Сан-Естебан-дель-Рей. Різьблений сосновий образ святого Стефана виймається з вівтаря і виноситься на головну площу, де люди співають, стріляють з гвинтівок та дзвонять у дзвіниці. Потім процесія рухається повз кладовище, вузькими вуличками і до площі. Після прибуття на площу, статую поміщають у святилище, встелене тканими ковдрами, і охороняють двоє чоловіків. Продовжується свято з танцями та бенкетами. Під час фестивалю продавці продають такі товари, як традиційна кераміка та кухня. 

### Щоденне життя
До контакту з іспанцями люди акоми в основному їли кукурудзу, боби та кабачки. 
Мут-це-ні - популярний тонкий кукурудзяний хліб. Вони також вирощували індиків, тютюн та соняшник. Акома полювала на антилоп, оленів та кроликів. Збирали дикі насіння, ягоди, горіхи та інші продукти. Після 1700 р. в історичних записах були зафіксовані також нові продукти харчування. 
Синій кукурудзяний напій, пудинг, кукурудзяна каша, кукурудзяні кульки, пшеничні млинці, напій з персикової кори, лаваші, борошняний хліб, лісові ягоди та плоди опунції складають основний раціон племені. Після контакту з іспанцями почали вирощувати коз, коней, овець та осликів. 
У сучасній Акома також популярні і інші продукти, такі як яблучна випічка, кукурудзяні тамале, рагу з зеленого чилі з бараниною, свіжа кукурудза та пшеничний пудинг з коричневим цукром. 
У сільськогосподарських цілях використовувались зрошувальні методи, дамби і тераси. Сільськогосподарські знаряддя виготовляли з дерева та каменю. Зібрану кукурудзу подрібнювали б руками та ступкою. 

### Етноботаніка
Повний перелік їх етноботаніки можна знайти на вебсайті http://naeb.brit.org/uses/tribes/2/ [Архівовано 5 лютого 2020 у Wayback Machine.] (68 задокументованих рослин).

### Економіка

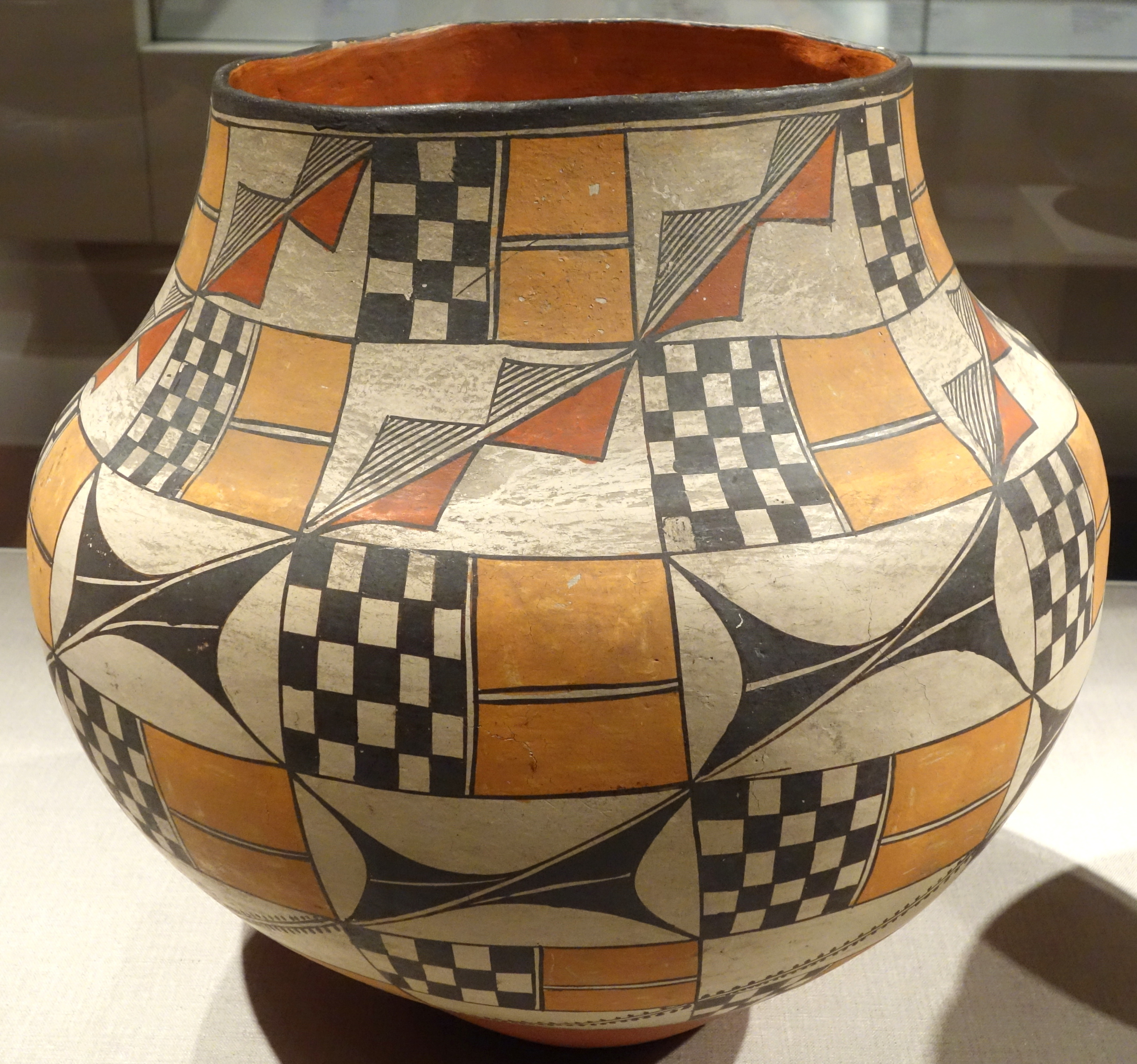
Поліхромний глек, c. 1889-1903, зроблений для туристичної торгівлі.

Економічні практики історичної акоми описуються як соціалістичні або комунальні. Праця ділилася, а продукція розподілялася порівну. Торгові мережі були розгалуженими, поширюючись на тисячі миль по всьому регіону. У встановлений час влітку та восени проводились торгові ярмарки. Найбільший ярмарок відбувся в Таосі з команчами. Кочові торговці обмінювались рабами, оленячими шкурами, шкурами буйволів, джеркі та конями. Люди пуебло торгували мідними та черепашковими прикрасами, пір’ям ара та бірюзою. Починаючи з 1821 року, Акома торгуватиме шляхом Санта-Фе, а з приходом залізниць у 1880-х роках спільнота потрапила в залежність від товарів американського виробництва. Ця залежність призведе до занепаду традиційних видів мистецтва, таких як ткацтво та гончарство. 
У сільському господарстві вони вирощують люцерну, овес, пшеницю, перець чилі, кукурудзу, диню, кабачки, овочі та фрукти. Вони вирощують худобу і мають природні запаси газу, геотермальні та вугільні ресурси. Уранові шахти в цьому районі забезпечували роботу індіанцям до їх закриття у 1980-х. Уранові шахти додали радіаційного забруднення, що призвело до осушення племінного рибальського озера та деяких проблем зі здоров'ям у громаді. 

#### Туризм

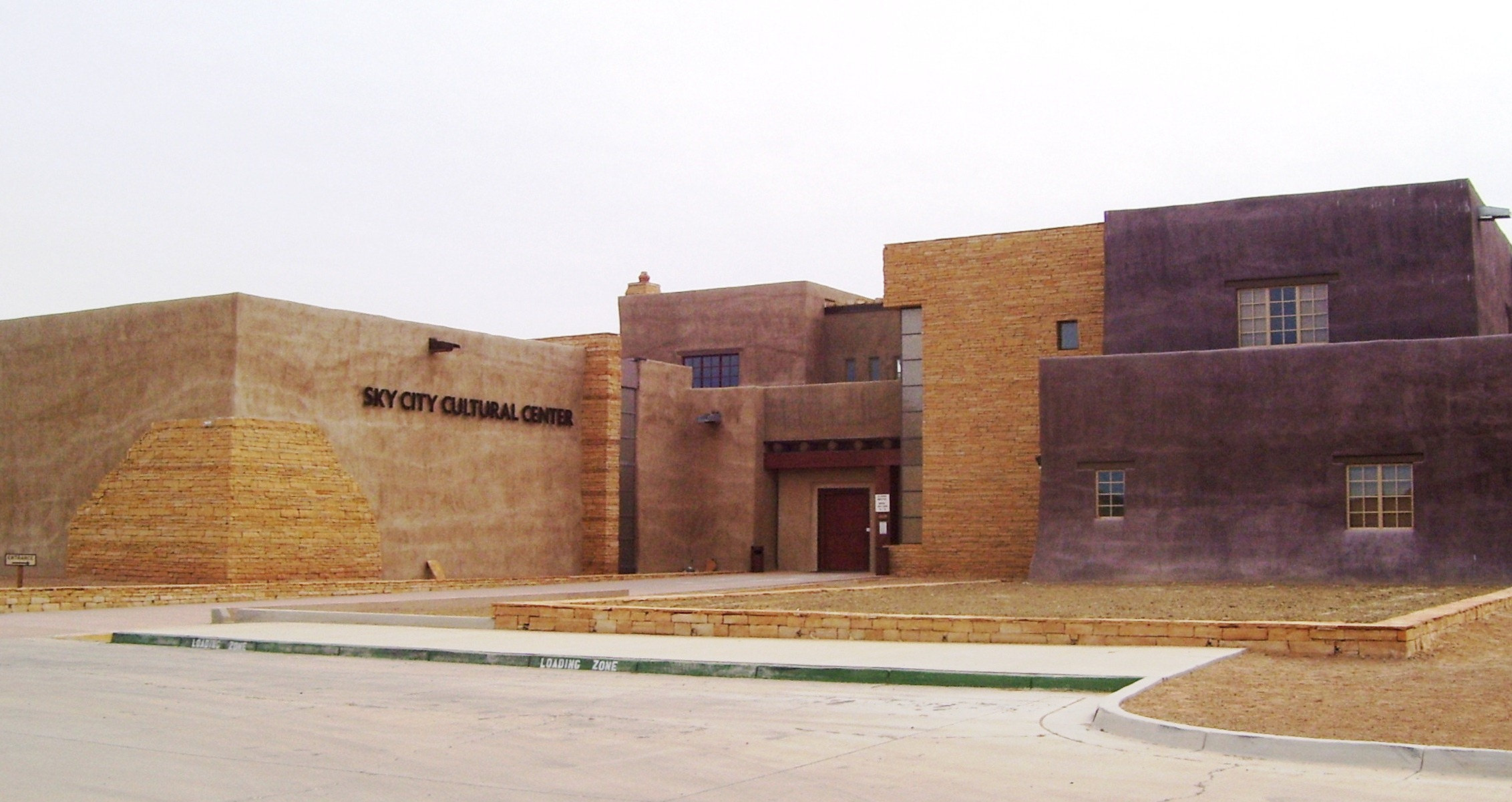
Культурний центр Скай Сіті, до якого входить музей Хааку

Туризм є основним джерелом доходу для племені.  У 2008 році Пуебло Акома відкрив Культурний центр Скай Сіті та музей Хааку біля основи гори, замінивши оригінал, який був знищений вогнем у 2000 році. Центр та музей прагнуть підтримувати та зберігати культуру Акоми. Демонструються фільми про історію Акома, а в кафе подають традиційні страви. Архітектура використовує дизайн пуебло та місцеві архітектурні традиції з широкими дверними отворами посередині. У вікнах є вставки слюди. Цей мінерал використовувався замість скла. Комплекс вогнестійкий, на відміну від традиційних пуебло, і пофарбований у світлі рожеві та фіолетові кольори, щоб відповідати пейзажу, що його оточує. Традиційні твори мистецтва Акома демонструють в Центрі, включаючи керамічні димоходи.  Декоративно-прикладне мистецтво приносить прибуток громаді. 
Акома пуебло відкрите для відвідувачів з гідом з березня по жовтень, червень та липень закритті для культурних заходів. Відвідувачам бажано зателефонувати заздалегідь, щоб підтвердити, відкриті вони чи ні. Фотозйомка Пуебло та прилеглої землі обмежена. Екскурсії та дозволи на зйомку можна придбати в культурному центрі Скай Сіті.  Відеозаписи та малювання заборонені. 
У Акома пуебло також є казино та готель. Там немає алкоголю. Їх утримує бізнес-підприємство Акома, яке контролює більшість місцевих підприємств. 

### Мистецтво

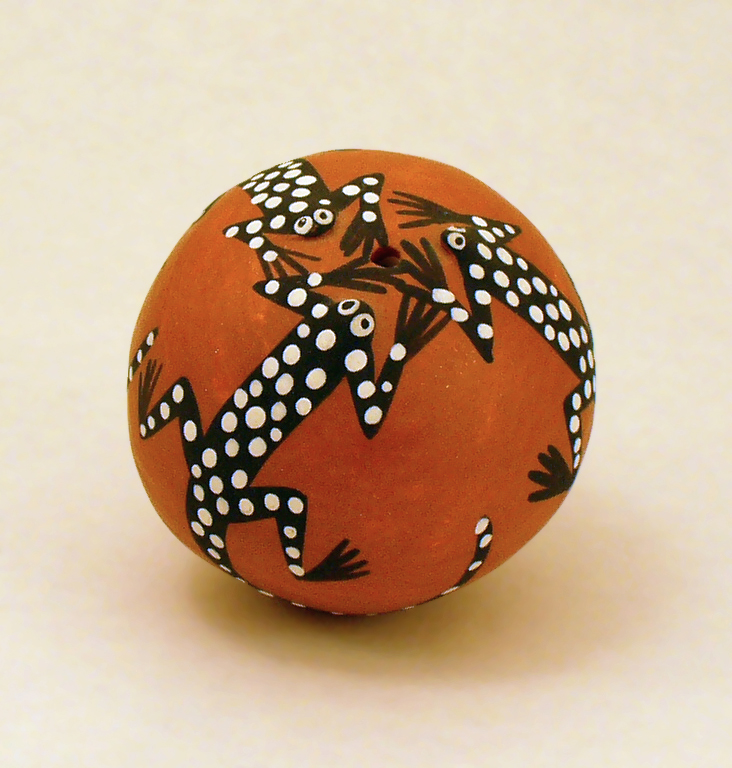
Горщик для насіння. Традиційно насіння зберігали всередині цього виду кераміки, а горщики розбивали за потреби

Кераміка залишається однією з найбільш помітних форм мистецтва. Чоловіки займаються ткацтвом та срібними прикрасами. 

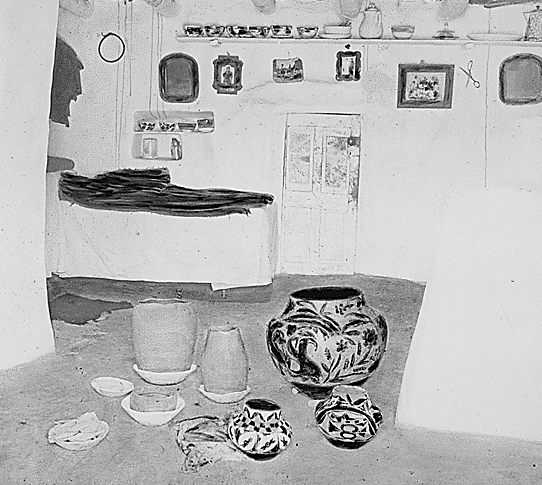
Кераміка всередині будинку, c. 1900 рік

Щільна місцева глина, викопана на сусідній ділянці, необхідна для кераміки Акома. Глину сушать і зміцнюють додаванням подрібнених шматків кераміки. Потім глеки формують, фарбують і обпалюють. Геометричні візерунки, громові птахи та веселки - традиційні малюнки, які наносяться шипом юки. По закінченню гончар злегка вдаряє об бік горщика і підносить його до вуха. Якщо горщик не дзвонить, тоді горщик трісне під час випалу. Такі зразки розмелюють для подальшого використання. 

## Галерея

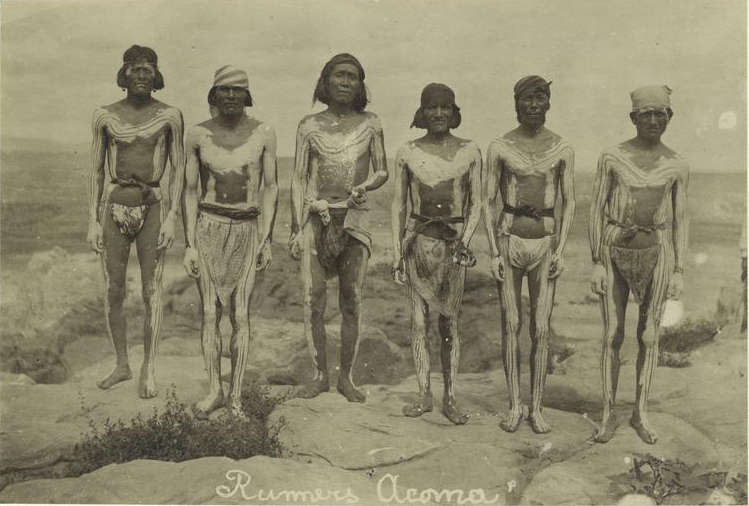
Бігуни Акоми, бл. 1909
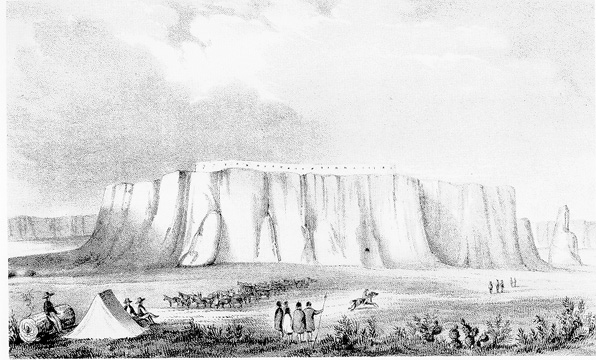
Малюнок 1846 року
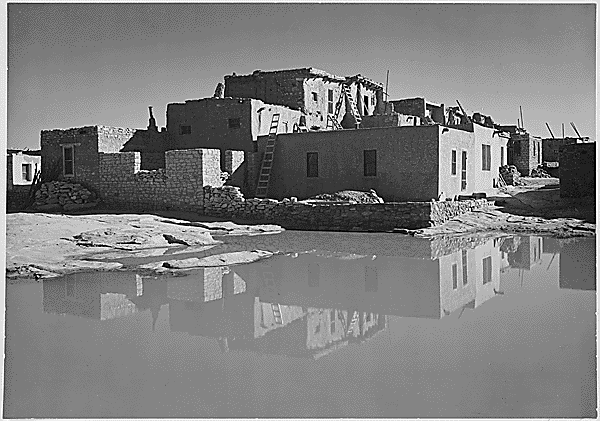
Акома Пуебло та відображення у водоймі
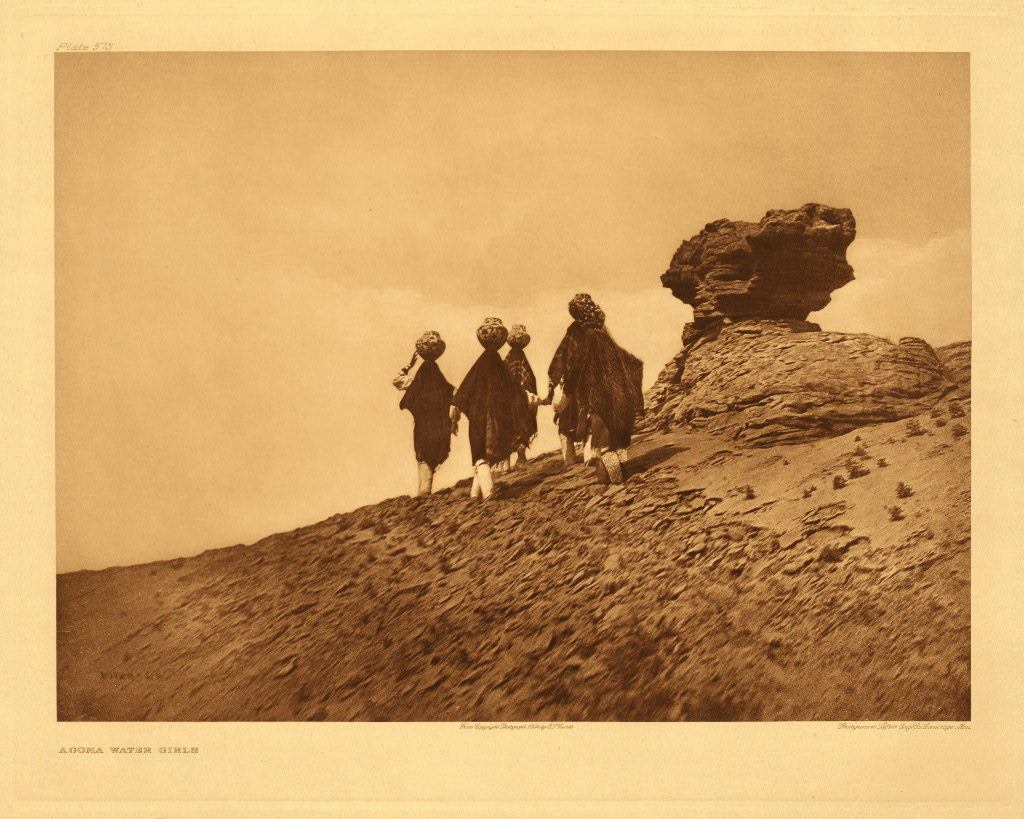
Дівчинка
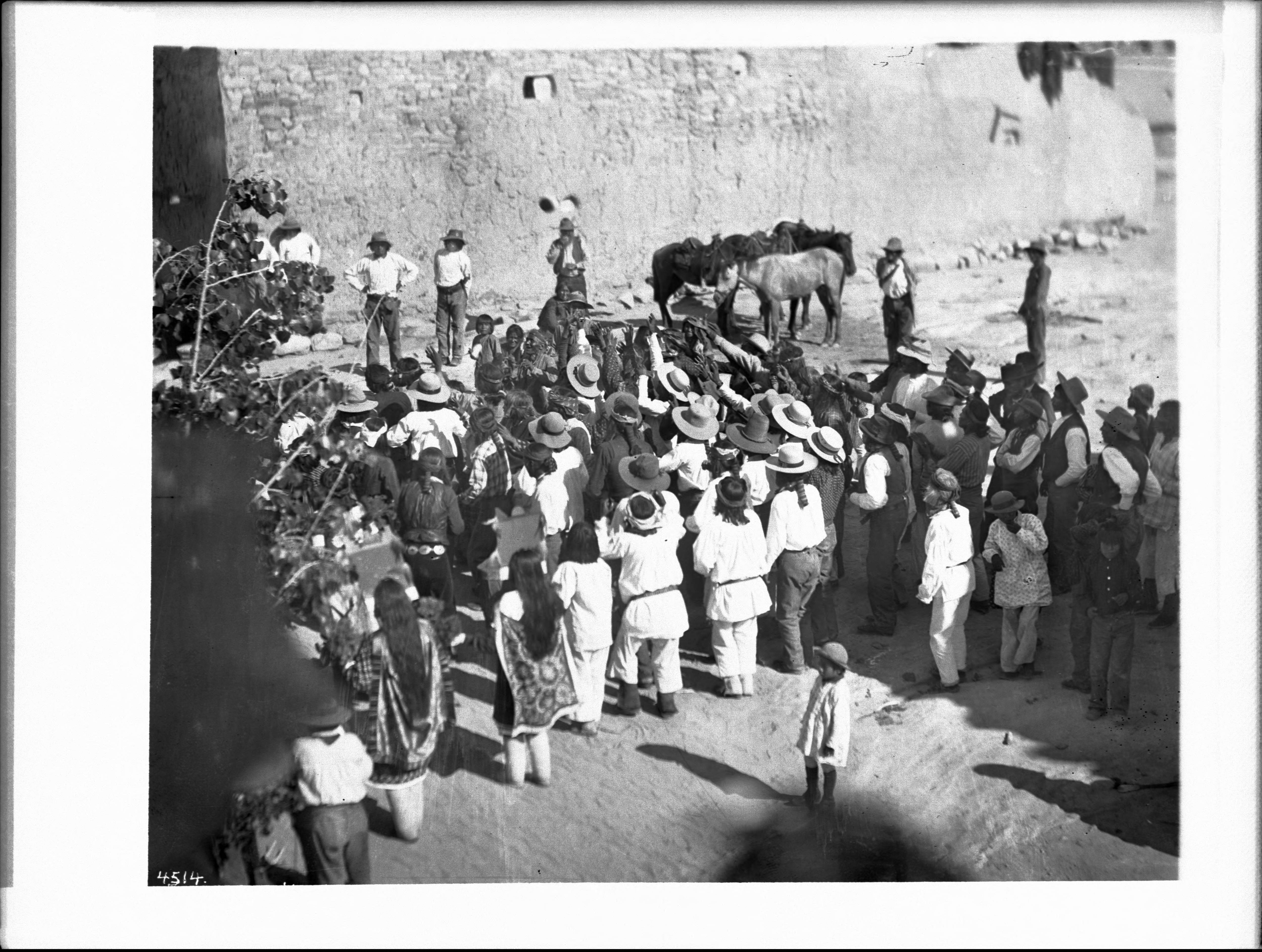
Свято Сан-Естебана 1900 р
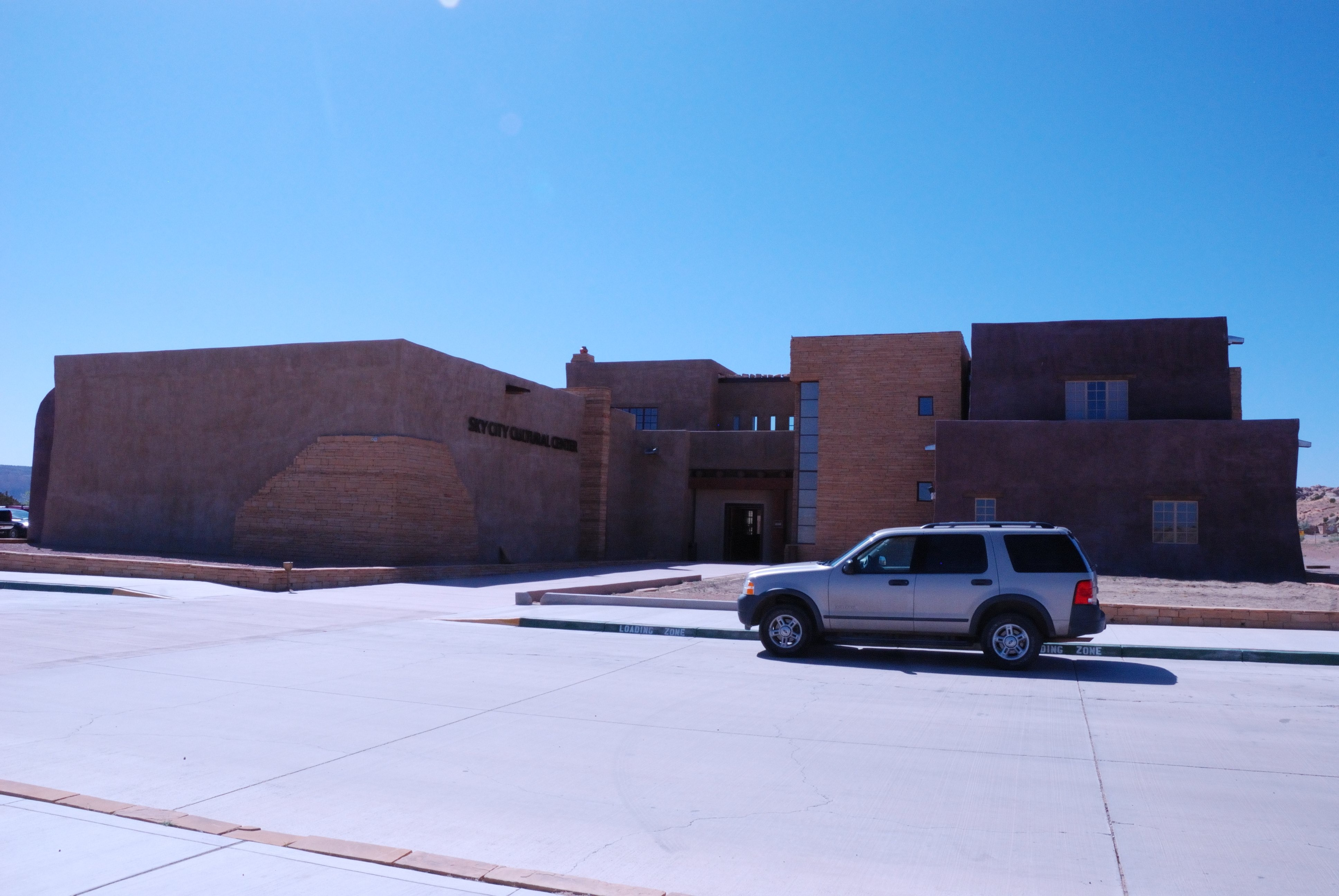
Культурний центр
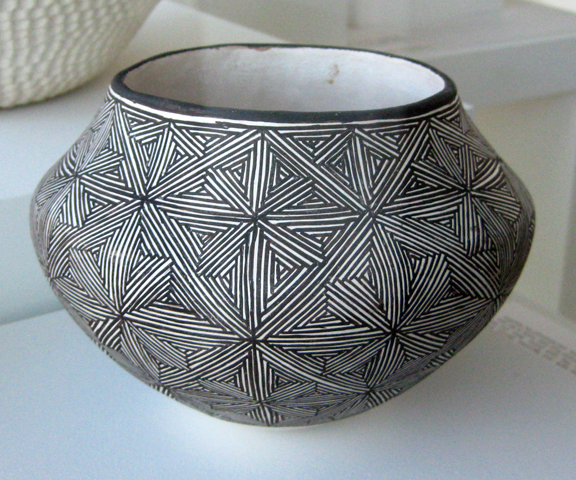
Горщик
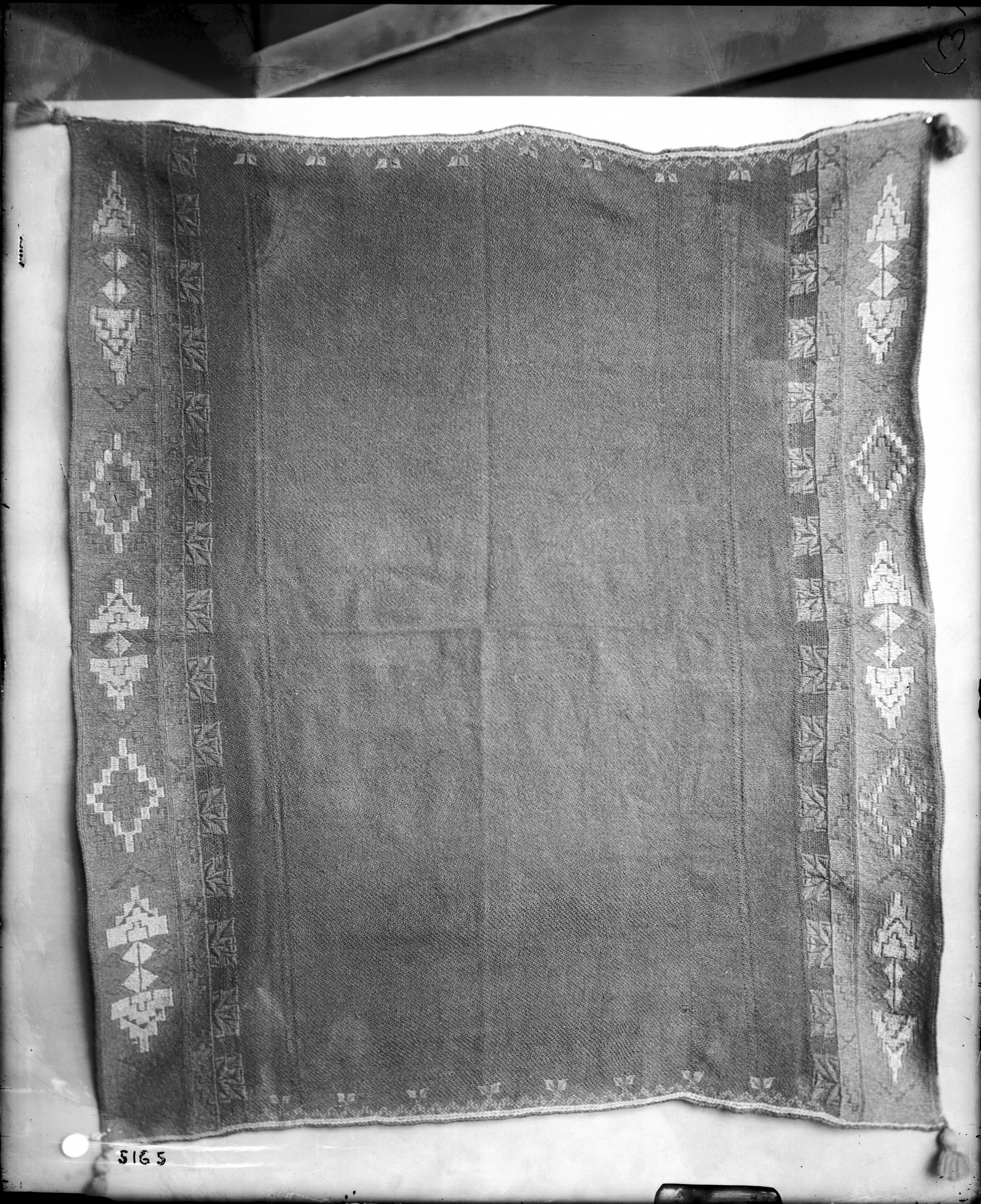
Одяг виготовлений чоловіками
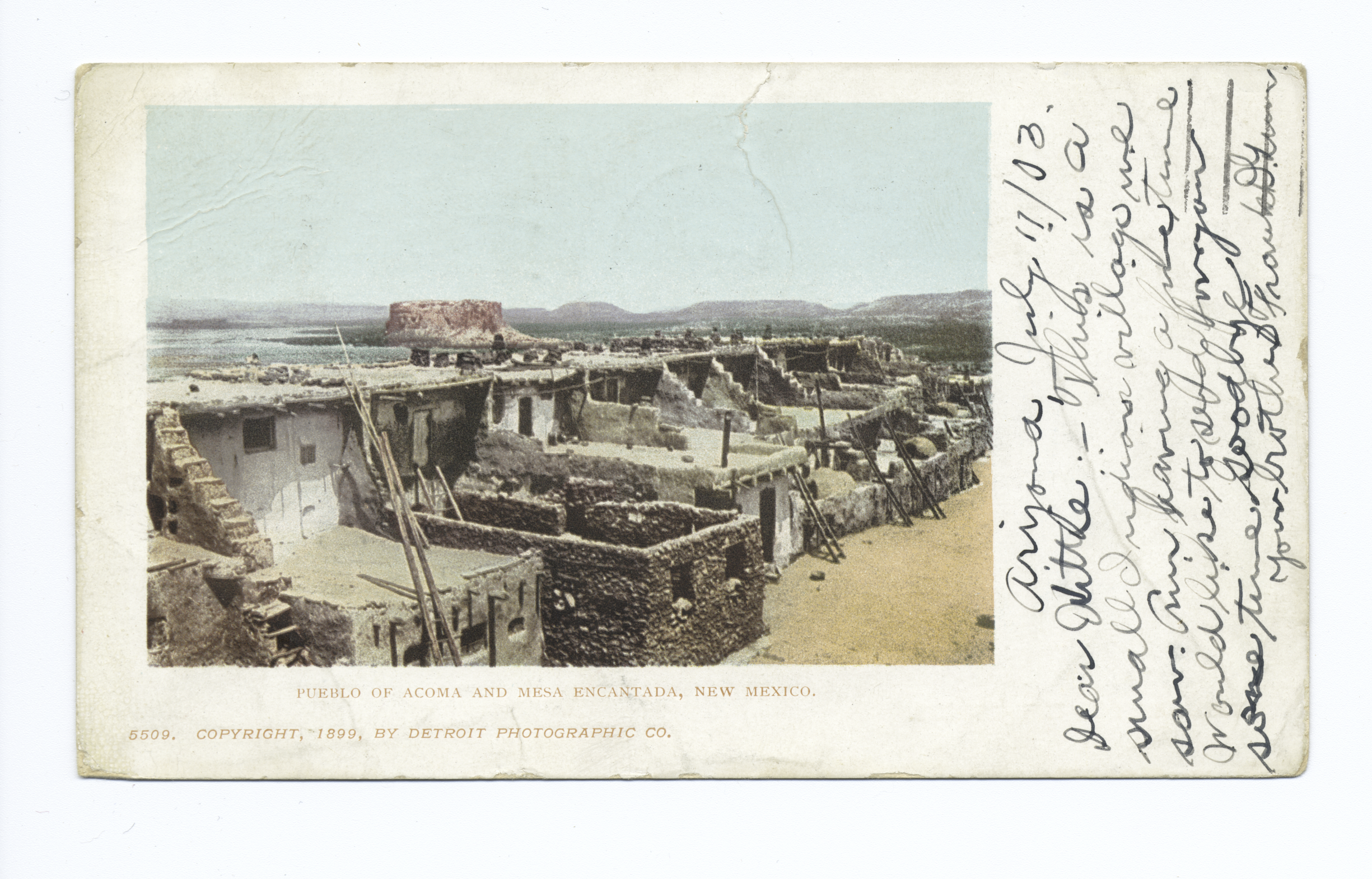
Акома, 1898 рік
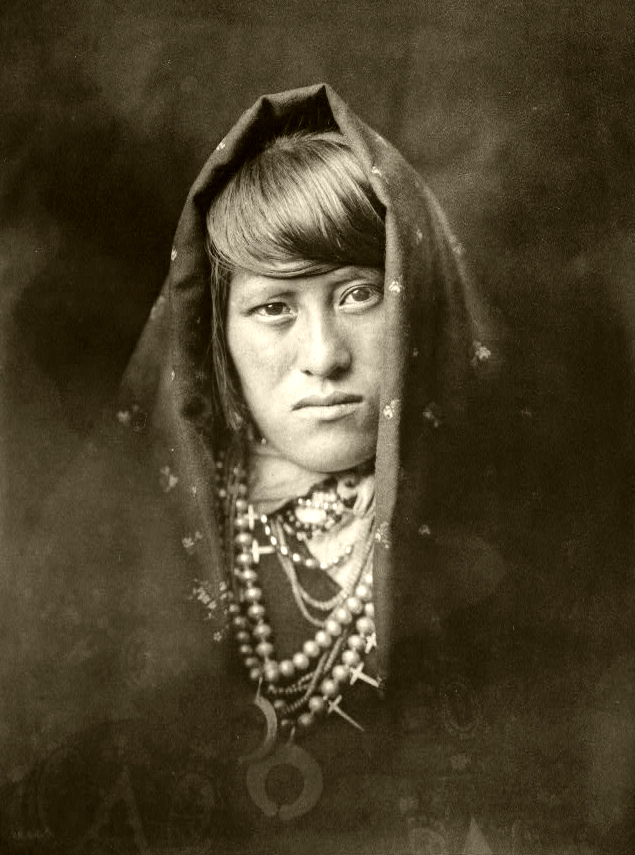
Жінка Акома, 1926 рік
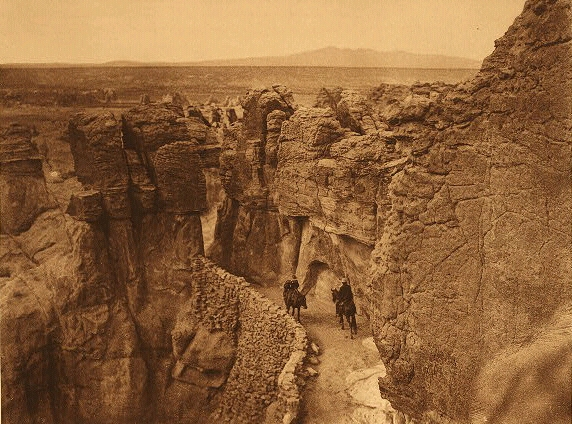
Стара стежка (вхід) до Акома Пуебло, 1904 рік
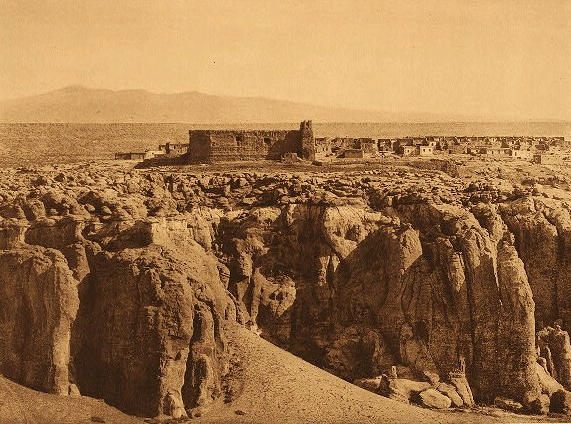
Вид на Акому з півдня, 1904 рік
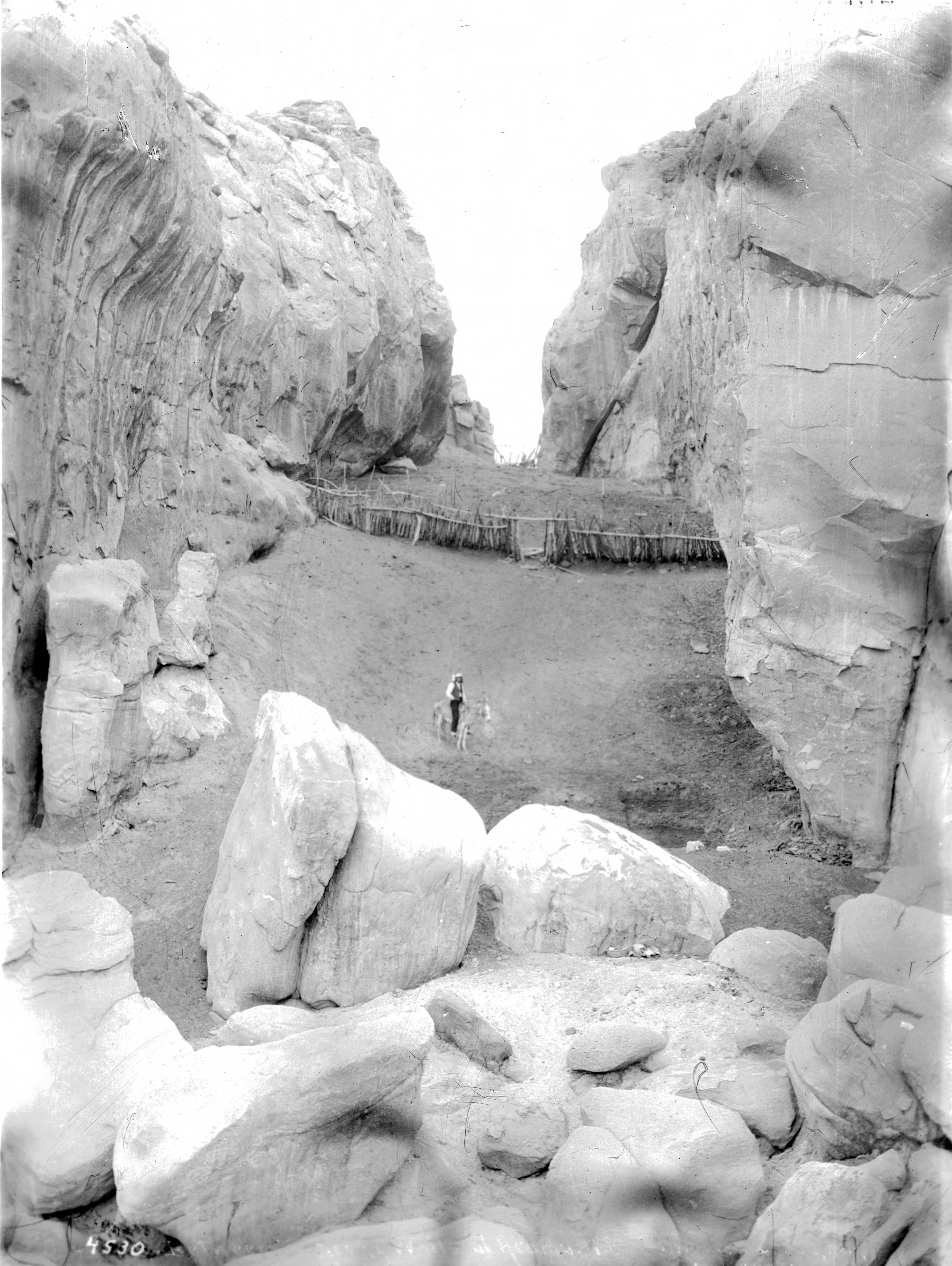
Загін між скелями біля Акома Пуебло, 1886 рік
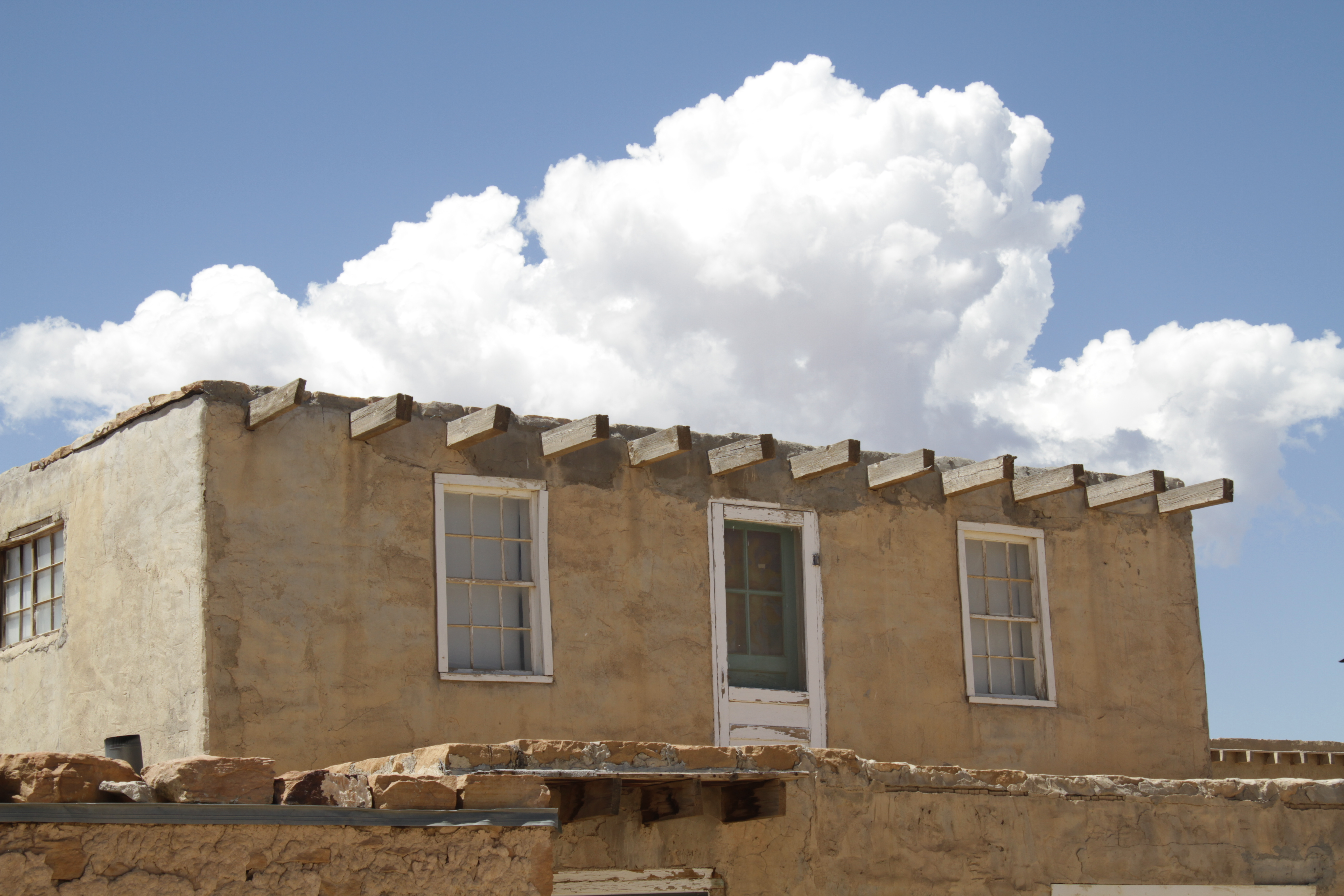
Будівля
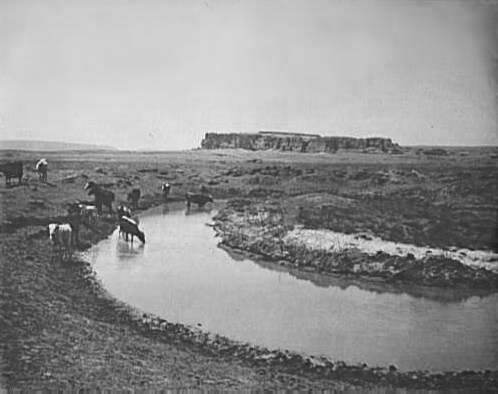
Вид на гору, 1899 рік

## Зовнішні посилання
- Official Acoma Pueblo website
- Official Sky City Cultural Center and Haak'u Museum website
- AcomaZuni.com: Акома "Sky City"
- Historic American Buildings Survey